# Chiesa di Santa Maria a Collebarucci

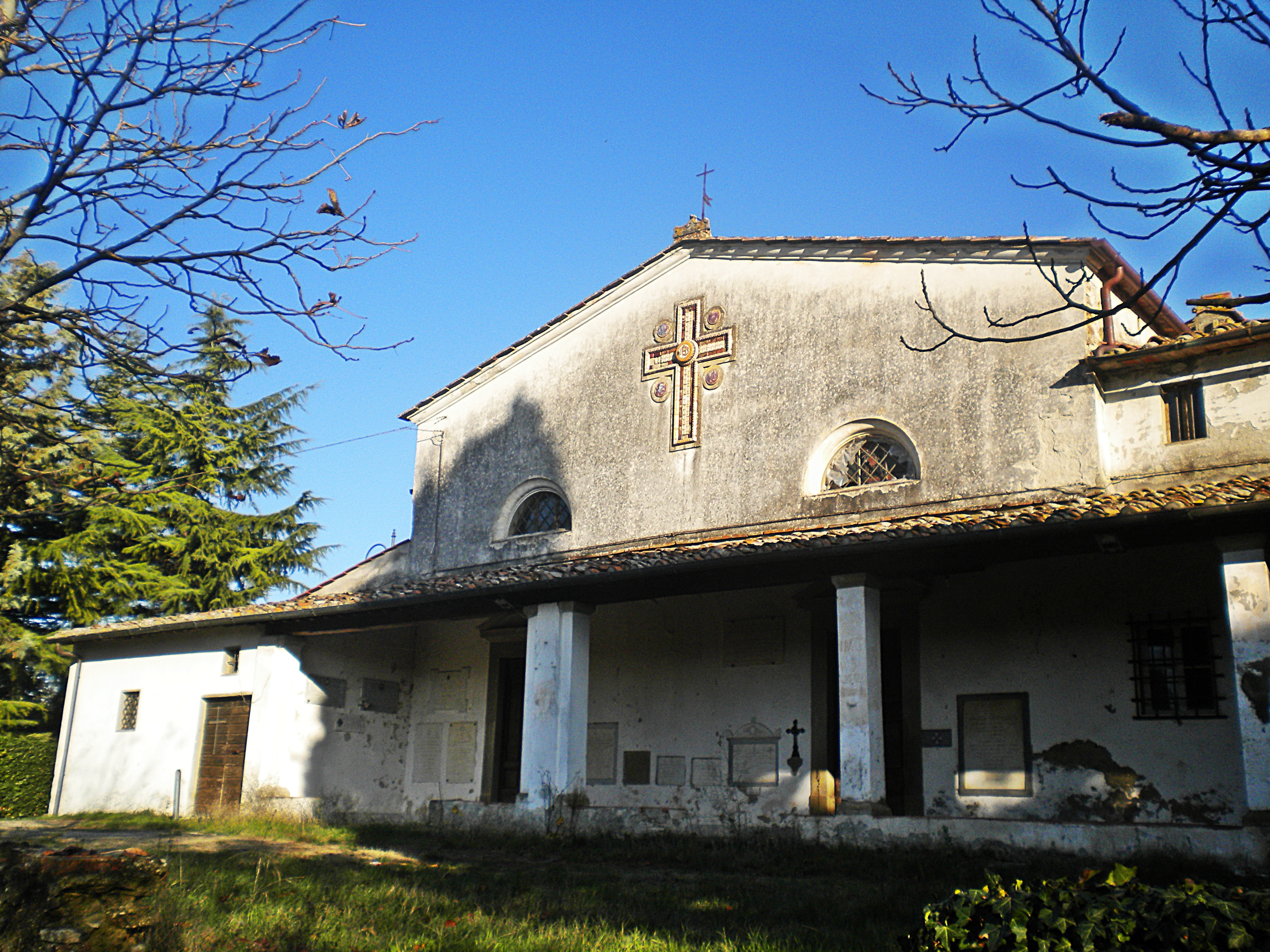
Santa Maria a Collebarucci

La chiesa di Santa Maria a Collebarucci si trova nel comune di Barberino di Mugello, vicino al torrente Sorcella e al Poggio delle Maschere.

## Storia e descrizione
Si fa menzione di questa chiesa fino dal 1334; prima essa era sotto il patronato dei Barucci, poi passò ai Cattani. La chiesa presenta un loggiato con pilastri; sulla facciata si aprono due finestre, una delle quali con l'immagine della Vergine, insieme ad una croce in maiolica e alle Allegorie degli Evangelisti, della Manifattura Chini . Sul tetto si trovano una croce di ferro e una cornice di pietra.
Nell'interno c'è una tavola a tempera, la Madonna in trono col Bambino e Santi, un altro quadro raffigurante la Madonna del Rosario con San Lorenzo e Sant'Apollonia e il dipinto di Taddeo Baldini Madonna del Rosario.